# Tommy Igoe
Thomas "Tommy" Robert Igoe (ur. 18 listopada 1964 w Jersey City) – amerykański perkusista, muzyk sesyjny, a także publicysta. Założyciel formacji The Birdland Big Band. Syn perkusisty jazzowego Sonny'ego Igoe.
Tommy Igoe współpracował ponadto m.in. z takimi wykonawcami jak: New York Voices, Lew Anderson Big Band, The Chieftains, Patti Dunham, Art Garfunkel, Marie Clayton, Lauryn Hill, Blood, Sweat and Tears, Dave Grusin, Darlene Love, Rita Coolidge, Dave Wilcox, Stanley Jordan, Patty Austin, New Four Freshmen, Rosie O'Donell, Michael Zilber, Kim Nazarian, Darmon Meader, James Genus, Caprice Fox, Peter Eldridge, Jon Werking, Wyn Walshe, Dale Turk, Leo Traversa, Brent Stanton, Vinnie Riccitelli, Bill O'Connell, Joe Mosello, Romero Lubambo, Jeffrey Lesser, Randy Landau oraz Bruce Eidem.
Muzyk jest endorserem instrumentów firm Vic Firth, Yamaha i Zildjian.

## Wideografia
- Tommy Igoe and the Birdland Big Band: Live From New York (DVD, 2009, I.E.G. inc.)
- Getting Started on Drums Featuring Tommy Igoe (DVD, 2010, Hudson Music)

## Publikacje
- Groove Essentials - The Play-Along 1.0 : A Complete Groove Encyclopedia for the 21st Century Drummer, 2006, Udson Music, ISBN 978-1423406785
- Tommy Igoe Groove Essentials 2.0 - The Play-Along Book/CD, 2008, Hudson Music, ISBN 978-1423464457
- Tommy Igoe's Great Hands for a Lifetime: Featuring the Lifetime Warmup, 2010, Hudson Music, ISBN 978-1-4234-9124-8